# .500S&W弾
.500S&W弾、もしくは.500S&Wマグナム弾とは、スミス&ウェッソンとCor-Bon（カー・ボン）によって.454カスール弾や.500ラインバウ弾を参考に開発された、超大型の.50口径拳銃用マグナム弾である。弾丸の重量は種類によっては500グレーン（約32.4g）を超える。

## 概要
スミス&ウェッソン社はこの弾薬をアメリカで最大且つ最強の動物であるグリズリーをも一撃で倒せる強力な狩猟用、もしくはスポーツ射撃用の弾薬として開発を進めた。しかし実際は趣味性の強い傾向にあるという。
運動エネルギーは非常に大きく、特に同社と共同で本弾薬を開発したCor-Bon社製の350gr（約23g）のジャケッテッド・ホローポイント弾は、その運動エネルギーが3031ft･lbf（4109J）にも達し、デザートイーグルの使用弾薬である.50AE弾はおろか、更には運動エネルギーの点だけで言えば、M1ガーランドの使用弾薬である強力なライフル弾である.30-06 スプリングフィールド弾すら超える等、一般市場で流通している拳銃弾では最大の威力を持つ。
主な使用銃は、S&W M500やトーラス・レイジングブル Model.500（現在は生産中止）などのこれら大型リボルバーの他にレバーアクションライフルでも使用されている。